# Stăncuța
Stăncuța is een Roemeense gemeente in het district Brăila.
Stăncuța telt 3696 inwoners.